# 99.9 Psychic Radio
『99.9 Psychic Radio』（ナインティナインポイントナイン サイキック ラジオ）は、 PSYCHIC FEVER from EXILE TRIBEのミニ・アルバム。2024年1月19日に配信限定リリースされた。

## 概要
今作には、2023年10月に配信された「Temperature」を含むJP THE WAVYプロデュースによる全4曲を収録。『99.9 Psychic Radio』というタイトルを冠し、元々ヒップホップというジャンルが、ミックステープやラジオ局を媒介に世界にスケールしたことに験を担いで、架空のラジオ・ステーション(99.9MHz)で放送されている番組『Psychic Radio』という設定。
4曲を通しで聴くと、架空のラジオ・ステーション（99.9MHz）で放送されている番組を聴いているようなイメージの構成になっている。
ジャケット・アートワークはクリエイティブチームDOPEが制作。メンバーがY2Kファッションを着用した姿を用いたデザインで、2000年代の米国HIP HOP専門誌の表紙風のビジュアルに仕上げられている。
リード曲「Just Like Dat feat. JP THE WAVY」は、本命で気になっている女の子に中々振り向いてもらえない男の気持ちを、現行のビートに上ネタやドラムの打ち方で、2000年代のHIPHOPのバイブスに落とし込んだドライブチューンに仕上がっており、JP THE WAVY自らもフィーチャリングとして参加。
また剣、中西椋雅、JIMMY、半田龍臣がフリースタイルでラジオ番組風のラップ曲「Psyfe Cypher」と、小波津志とWEESAに加え、渡邉廉のラップ＆ヴォーカルが冴える、都会の喧騒から離れてゆっくりしようというタイと日本の遠距離デートソング「Rocket（Take You Higher）」も収録。
同年9月、「Just Like Dat  feat. JP THE WAVY」が動画投稿アプリTikTokの総再生回数で、2億4,000万回突破。同年9月28日に英語バージョン音源、「Just Like Dat feat. JP THE WAVY - English Ver.」が配信リリース。英語詞の翻訳はShurland Ayersが担当。

## ミュージック・ビデオ
リード曲「Just Like Dat feat. JP THE WAVY」のミュージック・ビデオはSpikey Johnが監督し、構成や振り付け、衣装の監修にもJP THE WAVYが参加し、ミュージック・ビデオにも出演している。コレオグラフはメンバーの半田龍臣と、半田が所属していたダンスチーム 「RIEHATATOKYO」のチームメイトでもあるKAITAとKAZtheFIREが担当。EPリリース同日にYouTubeにて公開。

## 収録曲
1. Just Like Dat feat. JP THE WAVY
2. Psyfe Cypher
3. Temperature
4. Rocket (Take You Higher)